# San Francisco Coacalco
San Francisco Coacalco er administrativt center for kommunen Coacalco de Berriozábal i delstaten Mexico. Denne byen er en del af Mexico City i Mexico.
19°38′06″N 99°06′00″V / 19.635°N 99.1°V